# Seine großen Erfolge 2
Seine großen Erfolge 2 ist das dritte Kompilationsalbum des österreichischen Schlagersängers Freddy Quinn, das 1962 im Musiklabel Polydor (Nummer 184 097 EPH) im Rahmen der 24 Alben umfassenden Serie Seine/Ihre Grossen Erfolge erschien. Es umfasste Lieder der Genres Schlager, Popmusik, Folk, World und Country-Musik.

## Plattencover
Auf dem Plattencover ist Freddy Quinn in der Profilansicht zu sehen. Von seinem blauen Hemd ist nur der oberste Teil sichtbar.

## Musik
Sämtliche 14 Stücke wurden von 1962 bis 1965 als Single veröffentlicht.
Lieder dieses Kompilationsalbums wurden in folgenden Studioalben veröffentlicht:
- Heimweh nach St. Pauli (1961): Das gibt’s nur auf der Reeperbahn (geschrieben von Karl Vibach und Lotar Olias)
- Von Kontinent zu Kontinent (1965): Abschied vom Meer (geschrieben von Lotar Olias und Walter Rothenburg)
- Heimweh (1968): Und das weite Meer (geschrieben von Günter Loose, Lotar Olias)

Lieder dieses Kompilationsalbums wurden in folgenden Soundtrack-Alben veröffentlicht:
- Freddy und das Lied der Prärie (1964): Wie schön, dass du wieder zuhause bist (geschrieben von Lotar Olias und Rudolf Günter Loose)
- Freddy, Tiere, Sensationen (1964): So ein Tag, so wunderschön wie heute (geschrieben von Lotar Olias und Walter Rothenburg); Vergangen, vergessen, vorüber (geschrieben von Lotar Olias und Walter Rothenburg)

## Titelliste
Das Album beinhaltet folgende 14 Titel:
- Seite 1

1. Junge, komm bald wieder
2. Gib mir dein Wort
3. Und das weite Meer
4. Abschied vom Meer
5. Wie schön, dass du wieder zuhause bist
6. Adios Mexico
7. Alo-Ahé

- Seite 2

1. So ein Tag, so wunderschön wie heute
2. 5000 Meilen von zu Haus’
3. Vergangen, vergessen, vorüber
4. Allein wie du
5. So schnell sieht ein Seemann nicht black
6. Lass’ mich noch einmal in die Ferne
7. Das gibt’s nur auf der Reeperbahn